# Ardeoani
Ardeoani est une commune roumaine située dans le județ de Bacău.